# Iason Abramasjvili

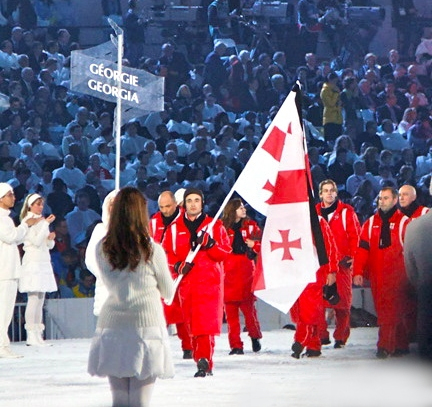
Abramashvili (met vlag) bij de Olympische Winterspelen 2010

Iason Abramasjvili (Georgisch: იასონ აბრამაშვილი) (Bakoeriani, 26 april 1988) is een Georgische alpineskiër. 

## Olympische Spelen
Tijdens de Olympische Winterspelen 2006 was hij voor het eerst aanwezig. Hij nam deel aan het alpineskiën-slalom en de reuzenslalom. Bij de slalom eindigde hij 32e, met in Run 1 een tijd van 1.01,84 en in de tweede run een tijd van 56,83. Bij de reuzenslalom eindigde hij 29e, met in de eerste run een tijd van 1.27,59 en in de tweede een tijd van 1.27,27.
Op de Olympische Winterspelen 2010 was hij de vlaggendrager van Georgië in de openingsceremonie. Daar werd hij bij de slalom gediskwalificeerd op de tweede run. Bij de reuzenslalom eindigde hij 46e, met een tijd van 2.47,23.

## Resultaten

### Olympische Spelen
| Jaar | Plaats      | Resultaten                   |
| ---- | ----------- | ---------------------------- |
| 2006 | Turijn      | 29e Reuzenslalom 32e Slalom  |
| 2010 | Vancouver   | 46e Reuzenslalom DSQ2 Slalom |
| 2014 | Sotsji      | 22e Slalom DNF1 Reuzenslalom |
| 2018 | Pyeongchang | 28e Slalom DNF1 Reuzenslalom |

### Wereldkampioenschappen
| Jaar | Plaats                 | Resultaten                    |
| ---- | ---------------------- | ----------------------------- |
| 2005 | Bormio                 | 46e Reuzenslalom DNS2 Slalom  |
| 2007 | Åre                    | 28e Reuzenslalom DSQ1 Slalom  |
| 2009 | Val-d'Isère            | DNF1 Reuzenslalom DSQ1 Slalom |
| 2011 | Garmisch-Partenkirchen | 46e Reuzenslalom DNF2 Slalom  |
| 2013 | Schladming             | 32e Slalom DNF2 Reuzenslalom  |
| 2017 | Sankt Moritz           | 40e Slalom DNF2 Reuzenslalom  |